# Galanura agnieskae
Genre
Espèce
Galanura agnieskae, unique représentant du genre Galanura, est une espèce de collemboles de la famille des Neanuridae.

## Distribution
Cette espèce se rencontre en Pologne et au Canada.

## Publication originale
- Smolis, 2000 : Galanura agnieskae, a new genus and species of Neanurinae from Poland (Collembola: Neanuridae). Annales de la Société Entomologique de France, vol. 36, no 4, p. 411-416.